# Animal Factory
Pour plus de détails, voir Fiche technique et Distribution.
Animal Factory est un film américain réalisé par Steve Buscemi, sorti en 2000. C'est l'adaptation du roman du même nom d'Edward Bunker.

## Synopsis
Le jeune Ron Decker arrive dans la prison d'État de San Quentin aux États-Unis. Il se retrouve avec des codétenus au lourd passé carcéral. Pour eux, seule compte la loi du plus fort. La survie de Ron dans ce milieu hostile dépendra uniquement des protections qu'il pourra obtenir auprès d'autres prisonniers.

## Fiche technique
- Titre original et français : Animal Factory
- Réalisation : Steve Buscemi
- Scénario : Edward Bunker et John Steppling, d'après le roman Animal Factory d'Edward Bunker
- Musique : Jake La Botz et John Lurie
- Photographie : Phil Parmet
- Montage : Kate Williams
- Décors : Steve Rosenzweig
- Costumes : Lisa Parmet
- Production : Steve Buscemi, Danny Trejo, Julie Silverman, Andrew Stevens, Edward Bunker, Alan Cohen, Barry Cohen, Dale King, Jon Pearlman et Elie Samaha
- Sociétés de production : Animal Productions LLC, Arts Production Corporation, Franchise Pictures, Industry Entertainment et Phoenician Entertainment
- Distribution : Silver Nitrate (États-Unis), BAC Films (France)
- Pays d'origine : États-Unis
- Format : Couleurs - 1,78:1 - Dolby Digital - 35 mm
- Genre : drame carcéral
- Durée : 90 minutes
- Dates de sortie[1] :

 États-Unis : 24 janvier 2000 (Festival du film de Sundance)
 États-Unis : 30 juillet 2000 (première diffusion à la télévision)
 France : 31 janvier 2001
- Classification : interdiction aux moins de 12 ans à sa sortie en salles en France

## Distribution
- Willem Dafoe (VFB : Franck Dacquin) : Earl Copen
- Edward Furlong : Ron Decker
- Danny Trejo : Vito
- Mark Boone Junior : Paul Adams
- Seymour Cassel : lieutenant Seeman
- Mickey Rourke : Jan la travestie
- Tom Arnold : Buck Rowan
- John Heard : James Decker
- Chris Bauer : Bad Eye
- Rockets Redglare : Big Rand
- Jake La Botz (VFB : Thierry Janssen) : Jesse
- Mark Engelhardt : T. J.
- Edward Bunker : Buzzard
- Victor Pagan : Psycho Mike
- Ernest Harden Jr. : Richland
- Steve Buscemi : A. R. Hosspack
- J. C. Quinn : Ivan McGhee
- Mark Webber : Tank
- Antony Hegarty : Tony Johnson (caméo)

## Production
Le scénario du film s'inspire du roman Animal Factory d'Edward Bunker, qui a été le plus jeune détenu de la prison d'État de San Quentin, à l'âge de 17 ans. Eddie Bunker y a notamment rencontré Danny Trejo, qui tient un rôle dans le film.
Le tournage a eu lieu principalement dans l'enceinte du Eastern State Penitentiary à Philadelphie, pour y recréer la prison d'État de San Quentin. De véritables détenus apparaissent comme figurants dans le film.

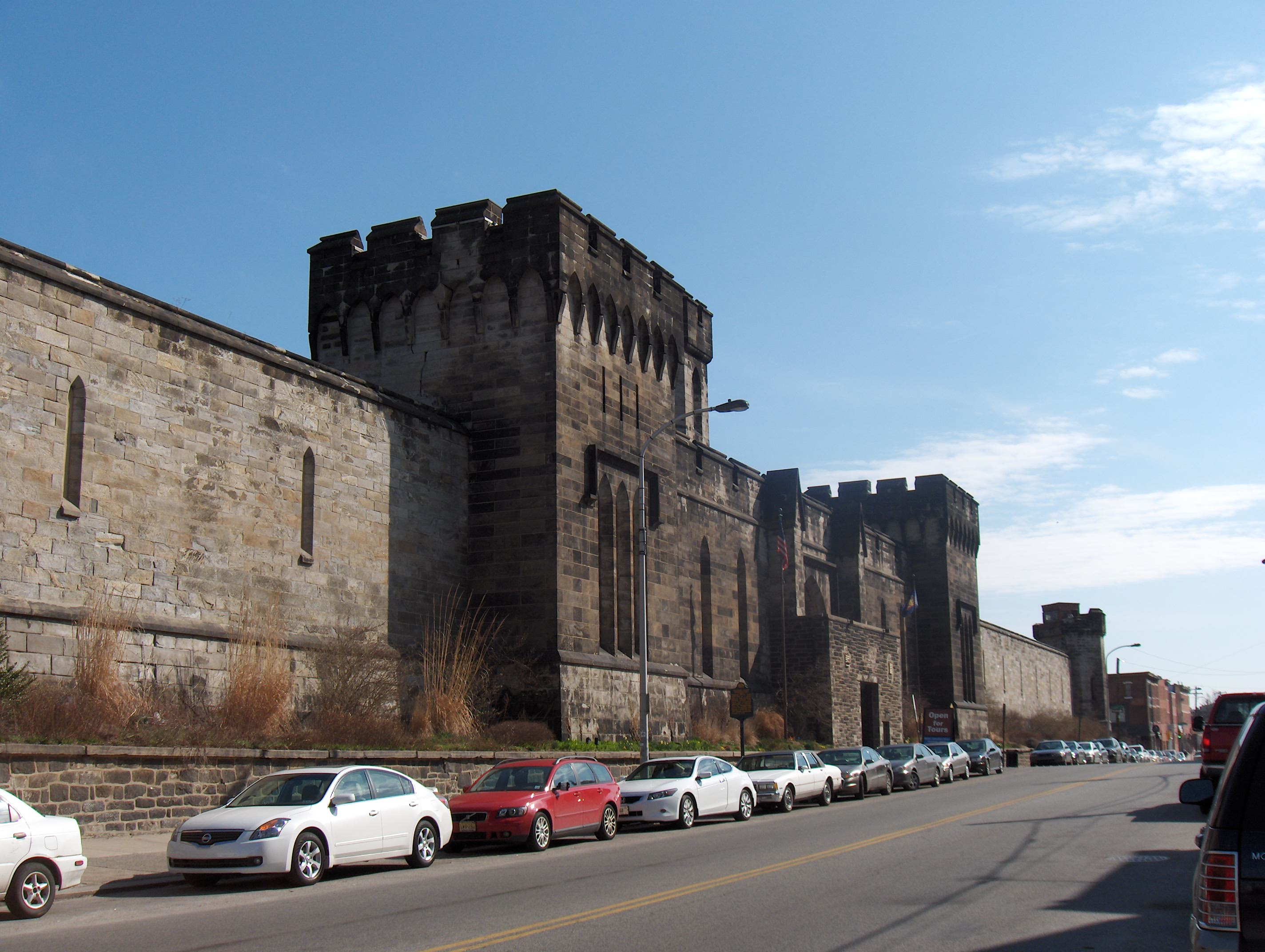
Eastern State Penitentiary
Eastern State Penitentiary
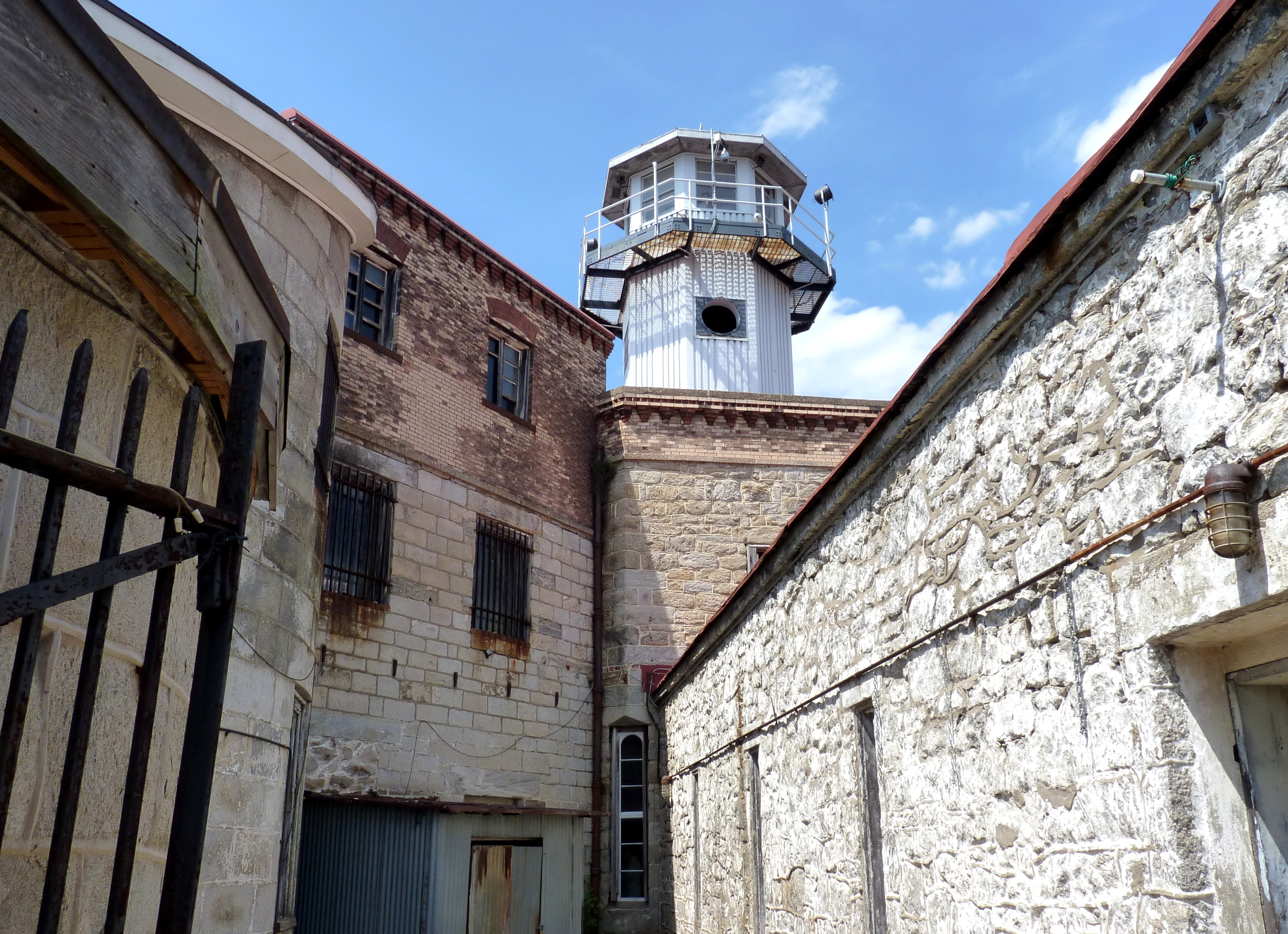
Eastern State Penitentiary

## Bande originale
- This Ain't the Way I Come Up (But It's the Way I'm Going Down), interprété par Jake La Botz
- Rapture, interprété par Antony Hegarty du groupe Antony and the Johnsons
- Demon, interprété par Elizabeth Cook
- Lay Down the Bottle, interprété par Jake La Botz
- I Hope I Never Get Too Old (To Rock N' Roll), interprété par Harry Dean Stanton
- Times Tables, interprété par Illegibles
- Headset Zen, interprété par Illegibles

## Distinction
Le film a été présenté en compétition officielle du festival international du film de Stockholm 2000 pour le Cheval de bronze.